# 9689 Freudenthal
9689 Freudenthal eller 4831 P-L är en asteroid i huvudbältet som upptäcktes den 24 september 1960 av den nederländsk-amerikanske astronomen Tom Gehrels och det nederländska astronomparet Ingrid van Houten-Groeneveld och Cornelis Johannes van Houten vid Palomarobservatoriet. Den är uppkallad efter matematikern Hans Freudenthal.
Asteroiden har en diameter på ungefär 4 kilometer.